# Xpdf
Xpdf 是一個開放原始碼的PDF檔案瀏覽器及函式庫，此軟體基於Qt框架運行，4.0之前的版本運行於X Window以及Motif上。 Xpdf 也實際運行於所有類Unix作業系統上。Xpdf 可解碼LZW壓縮格式並閱讀加密的PDF文件。官方版本的Xpdf遵循PDF檔案的智慧財產權政策，因此可能禁止拷貝、列印或轉換的功能。當然有某些破解補丁可以忽略這些智慧財產管理限制。
Xpdf包含數項不需要X windows系統的程式，包含了解析PDF的圖檔以及將PDF轉檔成文字檔或PostScript的程式。
Xpdf也被其他PDF瀏覽程式用於前端，例如KPDF（一個運行在KDE桌面的程式）。而它的文字引擎則被許多PDF瀏覽程式運用，例如BeOS上的BePDF、RISCOS上的!PDF以及Palm OS上的PalmPDF。
Poppler以xpdf 3.0的繪圖函式庫為基礎創造出來，以便增加其再用性。許多程式（包括Xpdf自己）可使用poppler為它們的後端繪圖器。